# Mīān Būrā
Mīān Būrā (persiska: ميان بورا) är en ort i Iran.   Den ligger i provinsen Mazandaran, i den norra delen av landet, 130 km nordost om huvudstaden Teheran. Mīān Būrā ligger 89 meter över havet och antalet invånare är 329.
Terrängen runt Mīān Būrā är platt åt nordost, men åt sydväst är den kuperad.Runt Mīān Būrā är det tätbefolkat, med 286 invånare per kvadratkilometer. Närmaste större samhälle är Bālā Sar Rost, 12,0 km nordost om Mīān Būrā. Trakten runt Mīān Būrā består till största delen av jordbruksmark.